# Osteopelta
Osteopelta is een geslacht van weekdieren uit de klasse van de Gastropoda (slakken).

## Soorten
- Osteopelta ceticola Warén, 1989
- Osteopelta mirabilis B. A. Marshall, 1987
- Osteopelta praeceps B. A. Marshall, 1994